# 11.22.63
11.22.63 (на английски: 11.22.63) е американски научнофантастичен сериал по романа 11/22/63 на Стивън Кинг.
Състои се от 8 епизода, в които пътешественик във времето се опитва да предотврати убийството на Джон Ф. Кенеди. Изпълнителни продуценти на сериала са Джей Джей Ейбрамс, Кинг, Бриджит Карпентър и Брайън Бърк, а продуцент е Джеймс Франко, който играе и главната роля. Премиерата му е по стрийминг платформата Hulu на 15 февруари 2016 г.

## Сюжет
Внимание:  Текстът по-долу разкрива сюжета на произведението (или части от него)!
Джейк Епинг, наскоро разведен учител по английски от Лисбон, Мейн, получава шанса от стария си приятел Ал Темпълтън да пътува назад във времето до 1960 г. Той е убеден да отиде в опит да предотврати убийството на президента на Съединените щати Джон Кенеди на 22 ноември 1963 г. Той обаче се привързва към живота, който води в миналото, което може да доведе до провал на мисията. Епинг трябва да намери начин да събере тайно информация за хора и събития, довели до убийството, като същевременно създаде и поддържа нов живот, за да избегне подозрение.

## Актьорски състав
- Джеймс Франко – Джейк Епинг / Джеймс Андерсън[1]
- Крис Купър – Ал Темпълтън[2]
- Сара Годон – Сейди Дънхил[2]
- Люси Фрай – Марина Осуалд[2]
- Джордж Маккей – Бил Търкот[2]
- Даниъл Уебър – Лий Харви Осуалд[2]